# 365
365 (CCCLXV) je bilo navadno leto, ki se je po julijanskem koledarju začelo na soboto.

## Dogodki
- 21. julij - potres na Kreti z magnitudo 8,5 prizadene večji del sredozemskega območja